# Diocèse de David
Le diocèse de David (en latin : Dioecesis Davidensis ; en espagnol : Diócesis de David) est un diocèse de  l'Église catholique du Panama, suffragant de l'archidiocèse de Panama.

## Territoire
Il comprend la province de Chiriquí sur un territoire d'une superficie de 6 476 km2 divisé en 26 paroisses. L'évêché est dans la ville de David où se trouve la cathédrale saint Joseph. 

## Histoire
Le diocèse de David est érigé le 6 mars 1955 par la constitution apostolique Amantissimus Deus du pape Pie XII en prenant son territoire sur celui de l’archidiocèse de Panama. Le 17 octobre 1962, il cède une portion de territoire pour la création de la prélature territoriale de Bocas del Toro.

## Evêques de David
- Tomás Alberto Clavel Méndez (24 juillet 1955 - 3 mars 1964) nommé archevêque de Panama
- Daniel Enrique Núñez Núñez (4 juin 1964 - 11 janvier 1999)
- José Luis Lacunza Maestrojuán, O.A.R (2 juillet 1999 - 15 février 2024)
- Luis Enrique Saldaña Guerra (depuis le 15 février 2024)